# 葡萄牙國民身份證

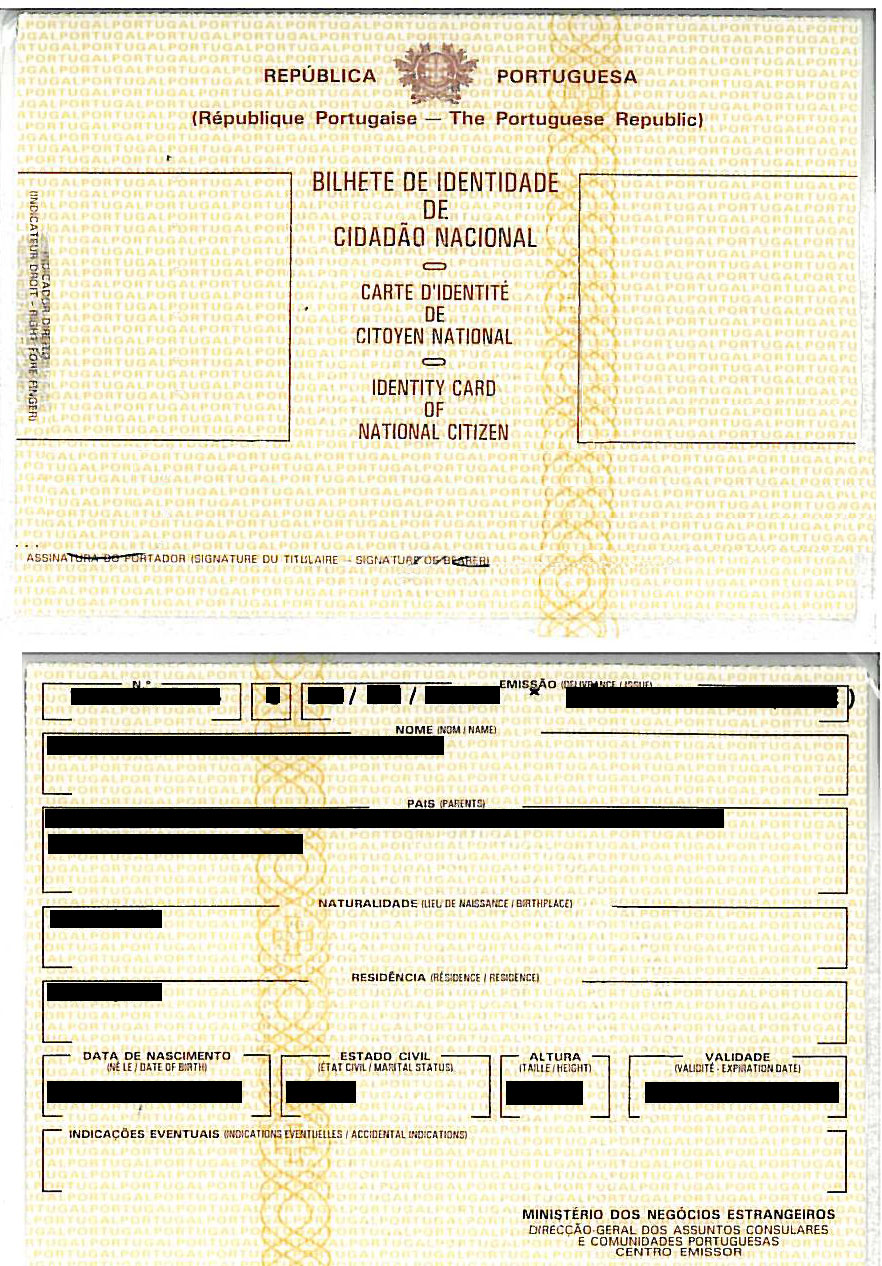
第二代葡萄牙國民身份證正、背面式樣

葡萄牙國民身份證（葡萄牙語：Bilhete de Identidade de Cidadão Nacional，在澳門通稱為葡萄牙認別證），簡稱身份證（Bilhete de Identidade, BI），是葡萄牙共和國現時其中一種採用的身份證明文件，由葡萄牙中央登記局簽發。國民身份證將會被更換中的智能式身份證——葡萄牙公民證所取代。

## 歷史
葡萄牙政府於1971年6月1日起發出第一代國民身份證；及至1987年7月1日，因配合加入歐共體而成為旅遊證件格式、改用感光紙及加強仿偽技術而改發第二代國民身份證。2001年1月1日起因更改身份證號碼，因此所有10歲或以上的葡萄牙公民（Cartão de Portugal）必須更換葡萄牙國民身份證，以取代舊有的身份證；然而10歲以下的葡萄牙公民則可仍然繼續使用其葡萄牙國民身份證。
現時，第二代國民身份證仍然繼續通行使用；2006年，葡萄牙總理蘇格拉底表示葡萄牙政府會陸續為葡萄牙公民換發智能式的葡萄牙公民證，同時該證也會逐漸取代國身身份證的有效性，因此將會成為官方唯一的身份證。葡萄牙公民證將會集社會保障卡、國家衛生服務卡、納稅人卡、自然人選民證於一身的證明文件。

## 式樣
第一、二代國民身份證的尺寸都是10.5 x 7.5厘米大小的。每張國民身份證前面均有持證人的照片、右手食指指模 以及其簽署；而背面則有持證人姓名、其父母姓名、出生資料、簽發該證的政府部門或領事館等資料印在證上。年滿30周歲者，當局會發出一張有效期為十年的身份證；而未滿30歲者，其身份證有效期則為五年。

## 仿偽特徵
第一代國民身份證的仿偽技術只是採用水印技術並以過膠紙過膠；而第二代國民身份證改為採用感光紙並以紫外線製之安全圖案之過膠紙過膠後會碾壓葡萄牙外交事務部（Ministério dos Negócios Estrangeiros）的水印。

## 身份證號碼
第一代國民身份證由7個拉丁數字所組成（格式為「NNNNNNN」）；第二代國民身份證由7個拉丁數字以及1個查核用數碼所組成（格式為「NNNNNNN(Y)」），然而在2001年1月1日起更換的身份證在本身的號碼前加多一個拉丁數字（格式為「XNNNNNNN(Y)」）。

## 語言
第一代國民身份證上只有以葡萄牙文註明的個人資料；及在第二代的國民身份證則加以法文及英文，以配合國際民航組織（ICAO）以作為國際旅遊證件的標準。

## 用途
國民身份證作為葡萄牙的身份證明文件外，也可以根據《申根协定》的規定，所有葡萄牙國民身份證或是葡萄牙身份證持有人士均可以其身份證在申根國家以取代旅遊證件在有關國家境內自由流動。

## 領取資格
凡根據《葡萄牙國籍法》的規定而以葡萄牙為國籍及享有居留權並在葡萄牙中央登記局（Conservatória dos Registos Centrais）作出登記的葡萄牙人方有資格領取葡萄牙國民身份證。

## 外部連結
- 國民身份證 （页面存档备份，存于），2009年2月23日查閱。（葡萄牙文）